# Сент-Мену (округ)
Сент-Мену́  (фр. Sainte-Menehould) — округ (фр. Arrondissement) во Франции, один из округов в регионе Шампань-Арденны. Департамент округа — Марна. Супрефектура — Сент-Мену.
Население округа на 2006 год составляло 14 144 человек. Плотность населения составляет 14 чел./км². Площадь округа составляет всего 1021 км².